# 斯特尼察鄉
47°01′N 27°06′E / 47.017°N 27.100°E
斯特尼察鄉（羅馬尼亞語：Comuna Stănița, Neamț），是羅馬尼亞的鄉份，位於該國東北部，由尼亞姆茨縣負責管轄，面積88平方公里，海拔高度248米，2007年人口2,281，人口密度每平方公里26人。